# Mimoopsis insularis
Mimoopsis insularis là một loài bọ cánh cứng trong họ Cerambycidae.